# Stiepel (Bochum)
Stiepel ist ein Stadtteil im Süden Bochums, der nach Südosten und Süden hin durch die Ruhr nach Witten und Hattingen begrenzt wird. Insgesamt beträgt die Fläche Stiepels 12,46 km², womit er der größte Stadtteil Bochums ist. An der Kemnader Straße 302 a liegt mit 196 m über NN zugleich der höchste Punkt Bochums. An der Dorfkirche erreicht Stiepel eine Höhe von 110 m ü. NN, an der Ruhr 70 m ü. NN, somit existieren auf kurzer Strecke große Höhenunterschiede. Die Hauptverkehrsader ist die Kemnader Straße, welche jedoch bis zur Hausnummer 39 im Stadtteil Weitmar liegt.

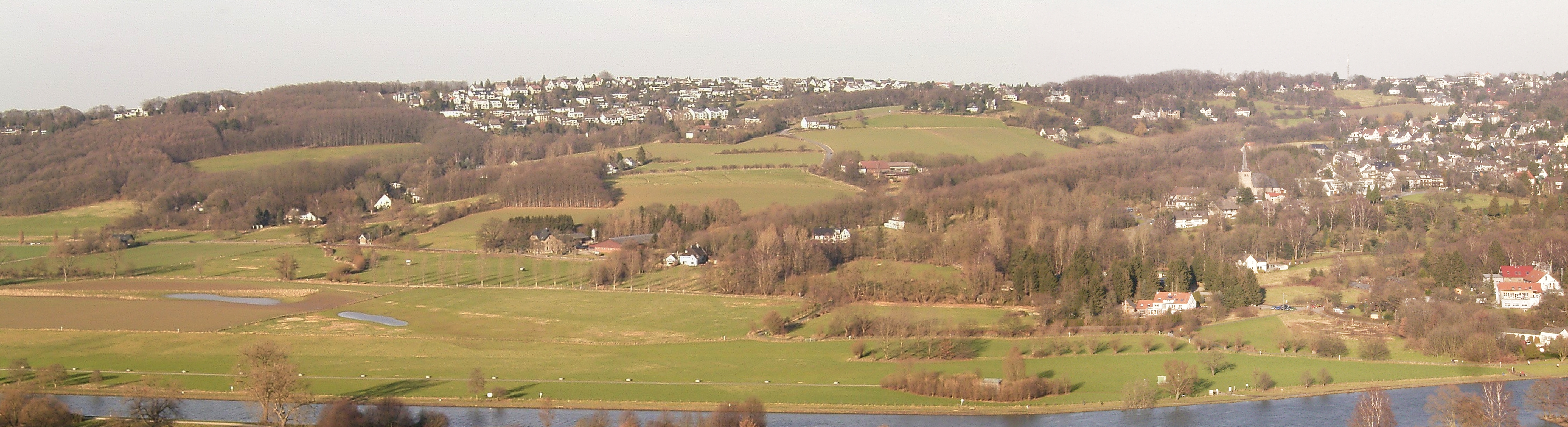
Südwestteil Stiepels mit Henkenberg, rechts auf halber Höhe die 1000-jährige Stiepeler Dorfkirche, im Vordergrund die Ruhr mit Wassergewinnungszonen. Blick von der Burg Blankenstein in Nordrichtung, Aufnahme 2008.

## Geschichte
Die erste urkundliche Erwähnung von Stiepel als Stipula finde sich um das Jahr 900 im Heberegister des Klosters Werden (Werdener Urbar A), welches viele Bauernschaften (villae) im Borahtron-Gau auflistete. Schon um 1008 wurde die Stiepeler Dorfkirche errichtet. Zuvor hat Kaiser Otto III. dem Grafen Liutger, dem Ehemann von Gräfin Imma, den Hof Stiepel (Stipenloh) geschenkt. Imma vermachte das Hofgut Stiepel an den Bischof von Bremen. Im Laufe der Jahrhunderte gab es noch die vier Adelssitze Gut in der Becke, Haus Brüggeney, Haus Hasenkamp und Haus Munkenbeck. Die Herren von Kemnade empfingen den Oberhof im Jahre 1115. Im Jahre 1393 wird Wennemar Dücker (aus dem Salhof in der Becke) von Simon Edelherr zur Lippe mit dem Hof Stiepel (Stypell) belehnt. 1410 folgten die von Romberg. Von 1414 bis 1647 waren die von der Recke die Gerichtsherren des Hochgerichts Stiepel. Sie lebten auf Haus Kemnade. Der letzte Gerichtsherr war der Freiherr Friedrich von Syberg († 1847).
Die Reformation wurde 1596 durch den Pfarrer Henricus Kluvenbeck eingeführt, doch kam es später noch zu politischen Konflikten.
Der Bergbau verzeichnet im 18. Jahrhundert einen Aufschwung, 1755 verzeichnet man schon acht Zechen in Stiepel. Der Gerichtsherr verlangte ein Zehntel der Kohlenförderung. Für die Benutzung der Ruhrschifffahrt ab 1783 erhob Preußen ein Fünfzehntel der Kohle als Steuer.
Im 19. Jahrhundert soll der Bergmann Wilhelm Korte in Stiepel gelebt und eine achtköpfige Räuberbande gegründet haben, später nach Holland und von dort nach Amerika geflohen sein.
Die Landgemeinde Stiepel, die die Orte Brockhausen, Haar, Mittelstiepel, Oberstiepel und Schrick umfasste, gehörte zum Amt Blankenstein, das bis 1886 zum Kreis Bochum und seitdem zum Kreis Hattingen gehörte.
Am 1. August 1929 wurde Stiepel nach Bochum eingemeindet. Ein Jahr vorher wurde die 325 m lange Ruhrbrücke bei dem Wasserschloss Haus Kemnade eröffnet, die eine große Lastfähre ablöste. Sie wurde im September 1942 durch Bomben zerstört. Der Neubau wurde im Mai 1950 dem Verkehr übergeben.
Im Zuge der Gründung der Ruhr-Universität Bochum erfolgte im einst ländlichen Stiepel ein Bauboom. Dennoch bewahrte sich Stiepel viele Freiflächen. Die Einwohnerzahl von Stiepel beträgt zurzeit ca. 11.500. Auch heute noch gilt Stiepel mit seinen weiten Südhangflächen parallel zur Ruhr als teuerste Wohnlage in Bochum.
Zu den Sehenswürdigkeiten Stiepels zählen der Kemnader See, die Stiepeler Dorfkirche, das Kloster Stiepel der Zisterzienser mit der Kirche St. Marien, Ziel der Marienwallfahrt Stiepel, und das heute geografisch zu Hattingen gehörende, aber im Eigentum der Stadt Bochum befindliche, Haus Kemnade. Vom Golfplatz eröffnen sich weite Ausblicke, sowohl über den Kemnader See Richtung Dortmund als auch über die Ruhr Richtung Witten und Blankenstein. Als Attraktion nennenswert ist noch die Herbstkirmes mit Viehmarkt (Erntedankfest und Totenfest), genannt Fliegenkirmes.
Zu den Gewässern zählen der Rantendeller Bach und der Knöselsbach.

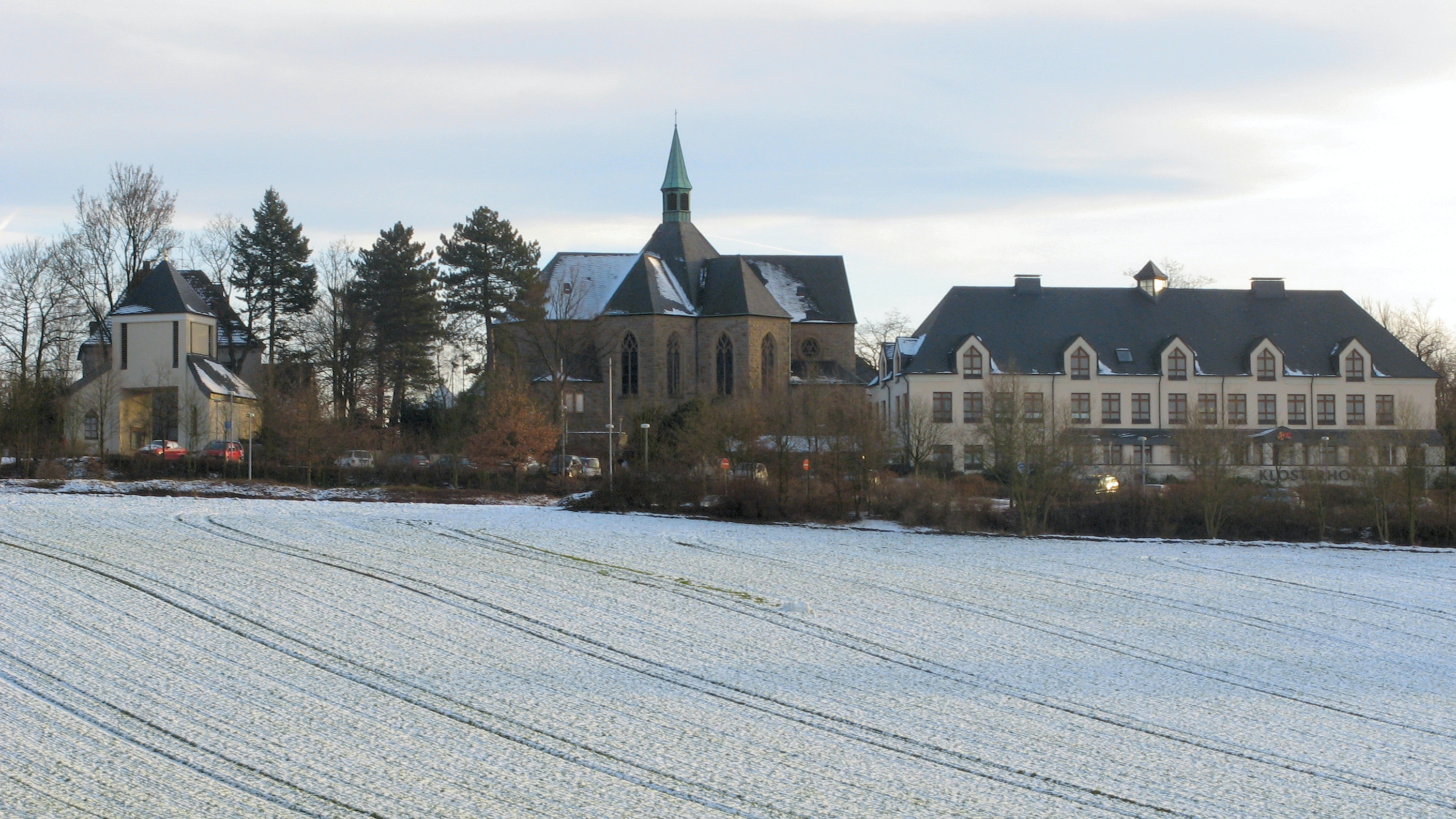
Zisterzienserkloster Stiepel
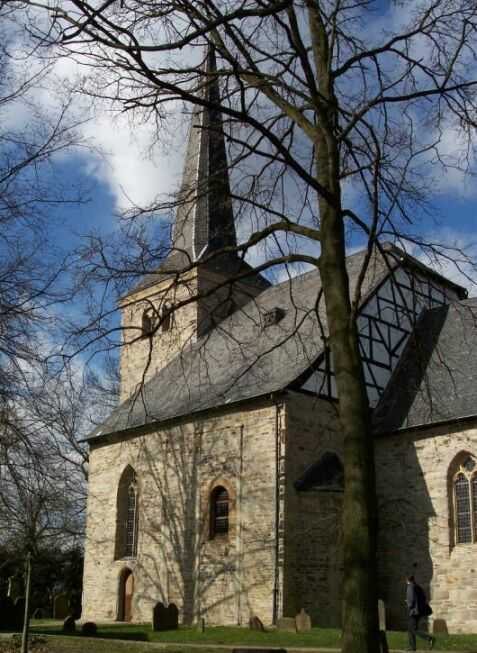
Stiepeler Dorfkirche (evang.)
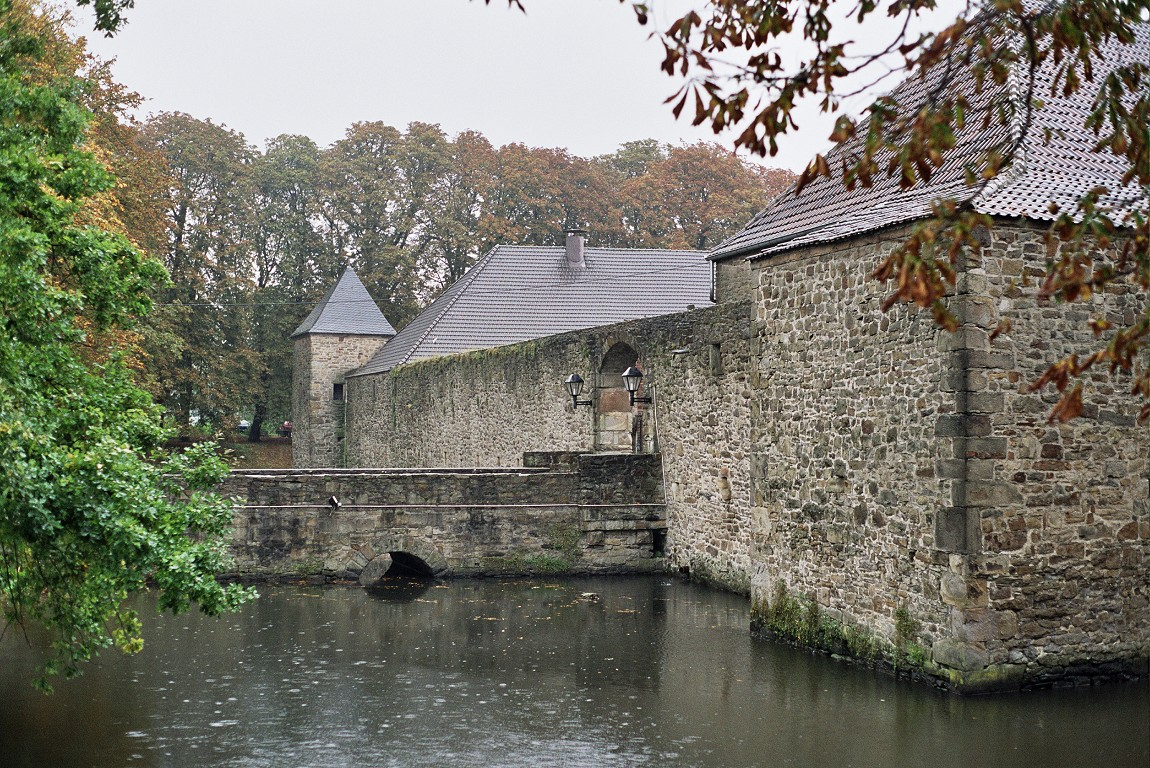
Haus Kemnade
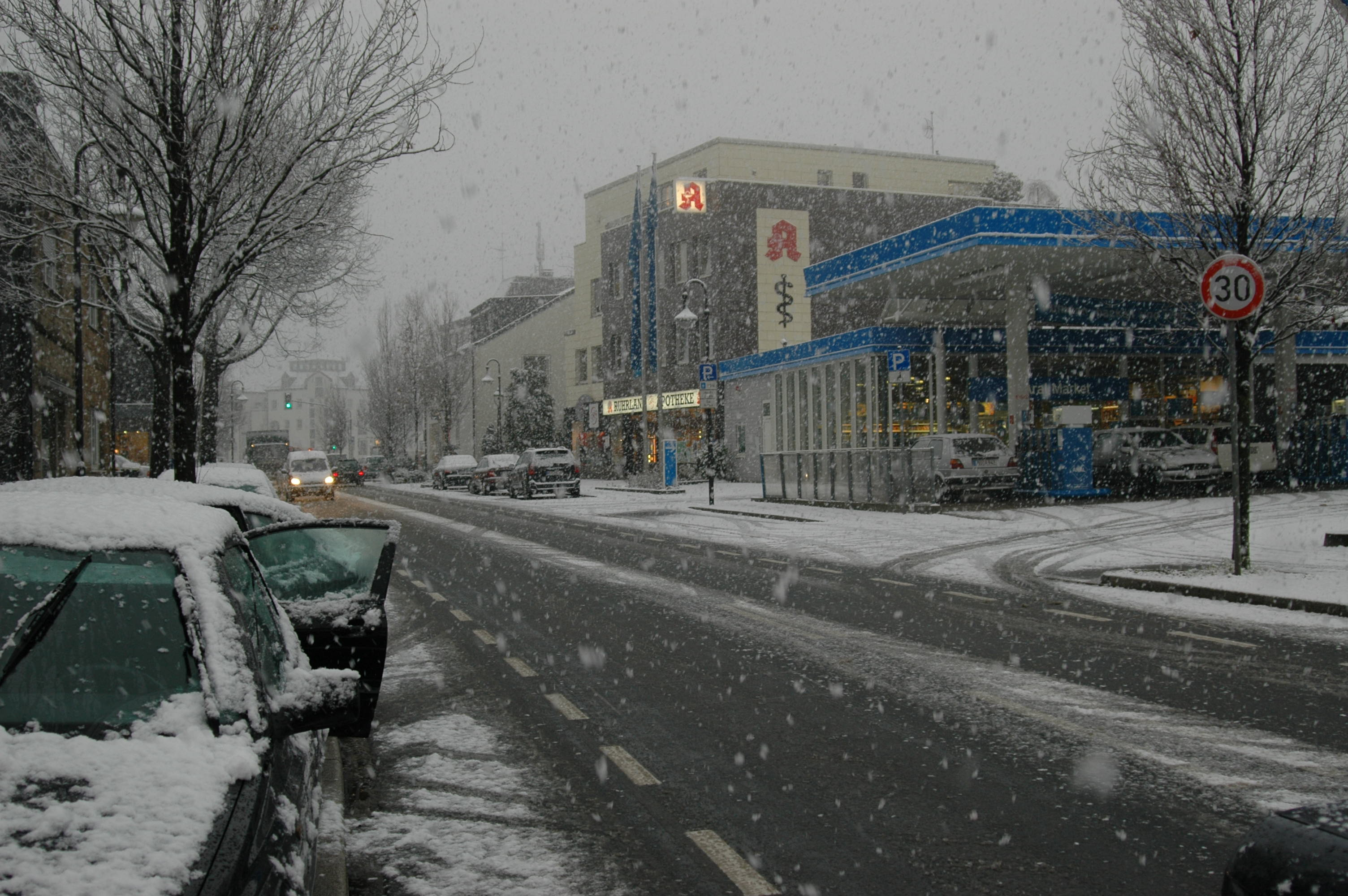
Kemnader Straße in Stiepel, Januar 2005
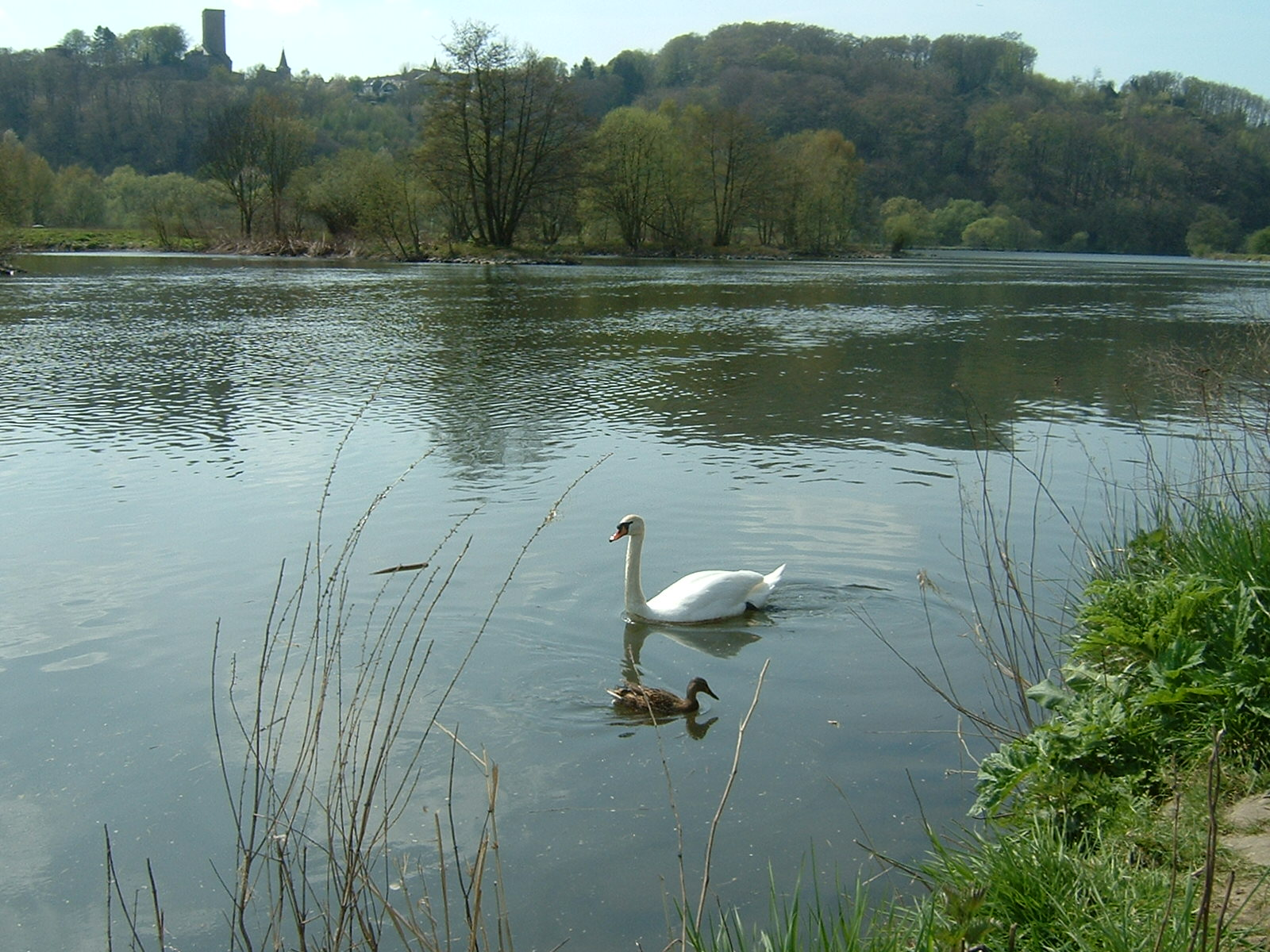
An der Alten Fähre, April 2004
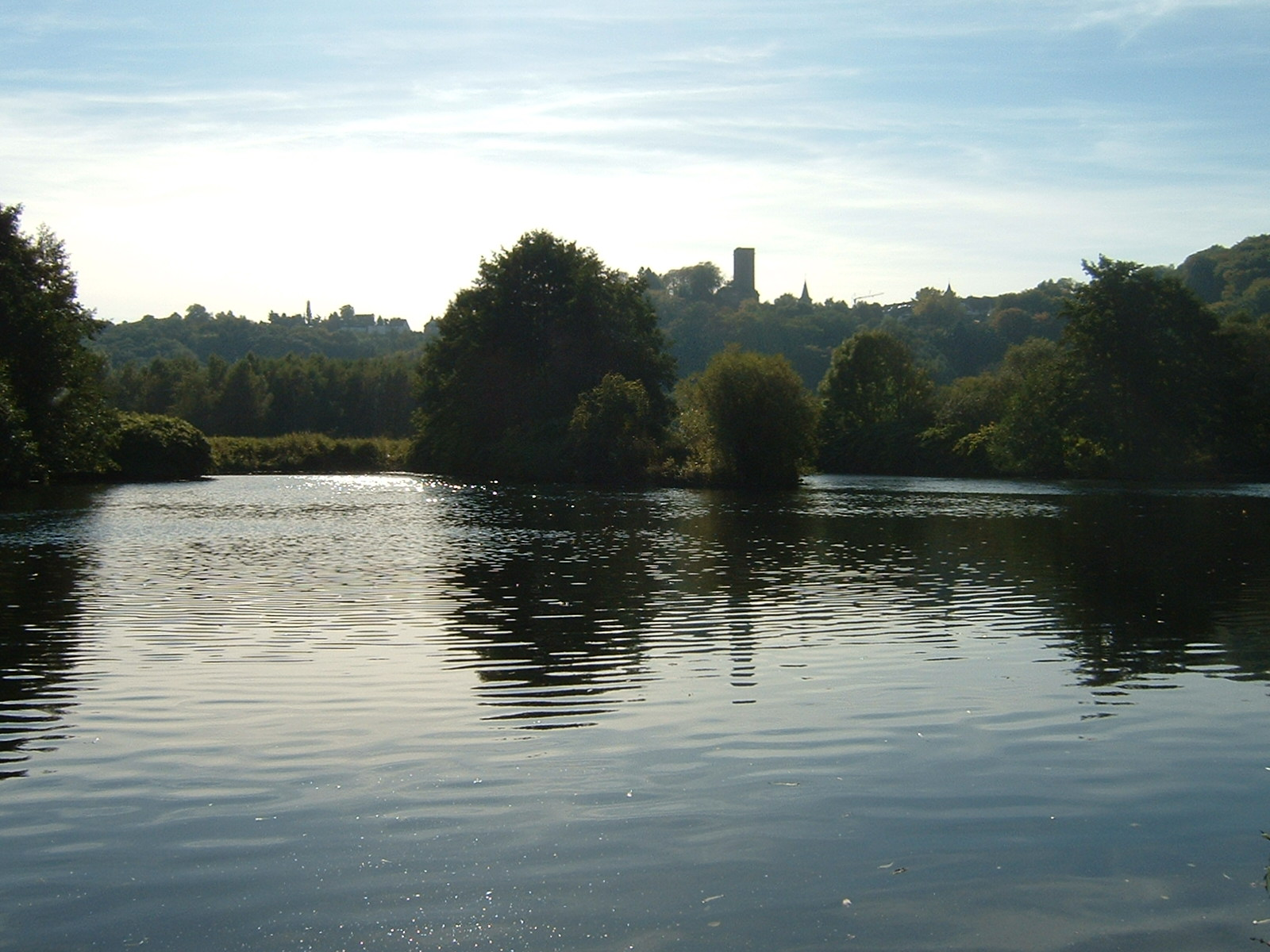
Blick vom nördlichen Stiepeler Ruhrufer aus An der Alten Fähre Richtung Süden auf Burg Blankenstein (2005)
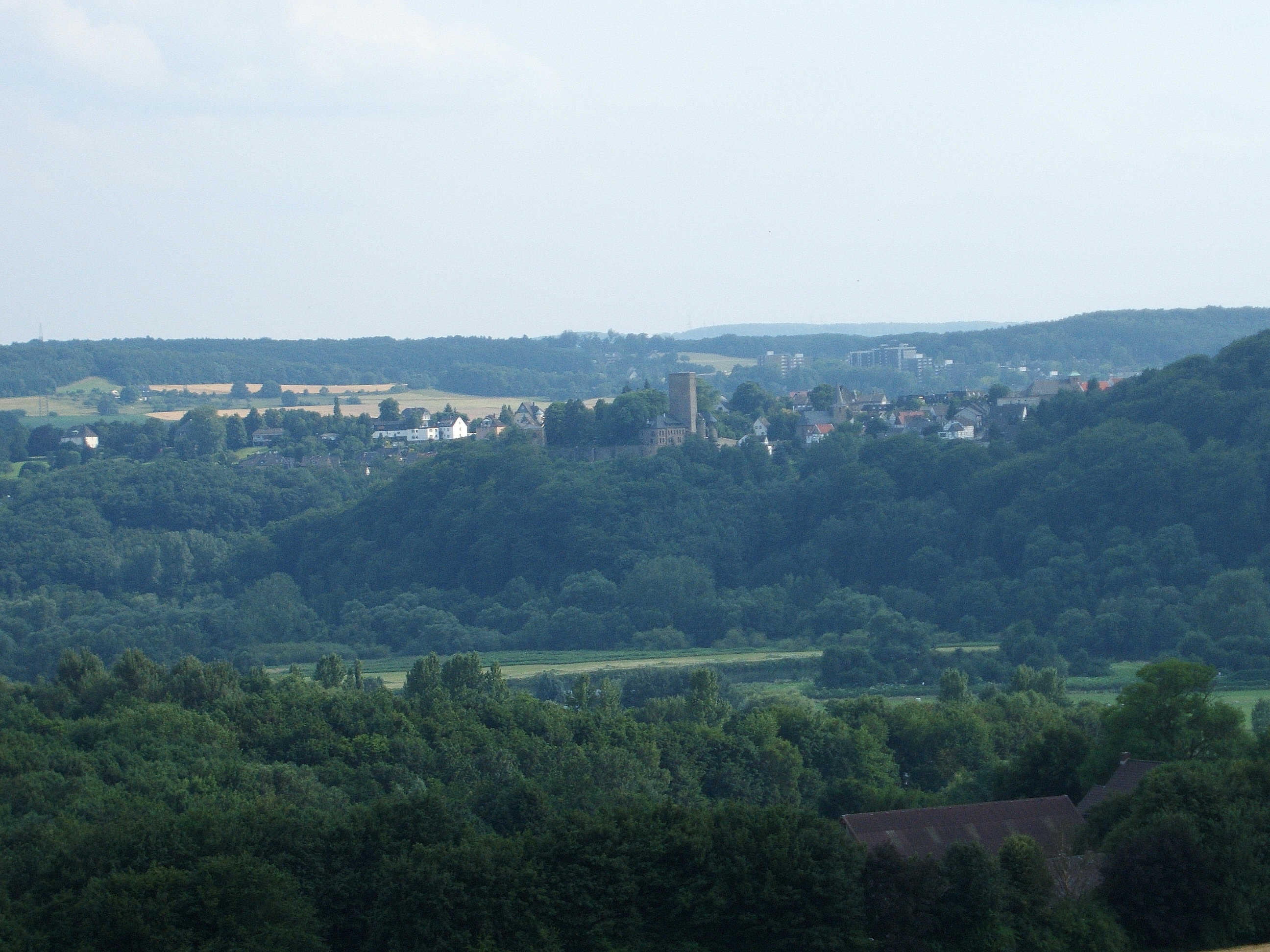
Blick von Stiepel über das in diesem Abschnitt waldreiche Ruhrtal Richtung Süden auf die Burg Blankenstein (2005)

## Bevölkerung
Am 31. Dezember 2024 lebten 11.172 Einwohner in Stiepel.
Strukturdaten der Bevölkerung in Stiepel:
- Minderjährigenquote: 14,7 % (Bochumer Durchschnitt: 15,2 % [2024])
- Altenquote (60 Jahre und älter): 36,2 % (Bochumer Durchschnitt: 29,3 % [2024])
- Ausländeranteil: 3,7 % (Bochumer Durchschnitt: 17,0 % [2024])
- Arbeitslosenquote: 2,8 % (Bochumer Durchschnitt: 8,9 % [2017])

Stiepel ist mit einem jährlichen Durchschnittseinkommen von 53.400 Euro der einkommenstärkste Bochumer Stadtteil.

## Politik
Bei den Kommunalwahlen in Nordrhein-Westfalen 2020 waren in Stiepel 9.474 Menschen wahlberechtigt. Die Wahlbeteiligung lag in Stiepel bei ca. 65,2 %. Bei der Wahl zum Oberbürgermeister wählten 55,4 % Thomas Eiskirch (Kandidat von SPD und GRÜNE) und 31,7 % Christian Haardt (CDU). Bei der Wahl des Stadtrates entfielen die Stimmen in Stiepel wie folgend auf die Kandidaten der Parteien:
- Christian Haardt (CDU): 34,9 %
- Maria-Christina Hagemeister (SPD): 26,7 %
- Clara Padberg (Grüne): 20,2 %
- Benjamin Läpple (FDP): 7,4 %

Bei der Wahl der Bezirksvertretung von Bochum-Süd entfielen die Stimmen zu 32,2 % auf die CDU, zu 25,9 % auf die SPD, zu 22,8 % auf die Grünen und zu 7,6 % auf die FDP.